# 伊諾給拉區 (昆士蘭州)
伊諾給拉（英語：Enoggera，/əˈnɒɡrə/）是澳洲昆士蘭州布里斯本的一個市區，位於商業中心區西北方8公里處。

## 外部連結
- University of Queensland: Queensland Places: Enoggera （页面存档备份，存于）